# 普埃约
普埃约（西班牙語：Pueyo）是西班牙纳瓦拉的一个市镇。总面积21平方公里，总人口316人（2001年），人口密度15人/平方公里。